# Wyspa Auckland
Wyspa Auckland (ang. Auckland Island, maori Motu Maha) – główna wyspa archipelagu Wysp Auckland leżącego na Pacyfiku, a będącego częścią Nowej Zelandii. Jak wszystkie wyspy tej grupy jest niezamieszkana. Charakteryzuje się górzystą powulkaniczną budową. Jej powierzchnia to 510 km², ma 42 km długości. Najwyższe wzniesienie to Cavern Peak – 650 m.

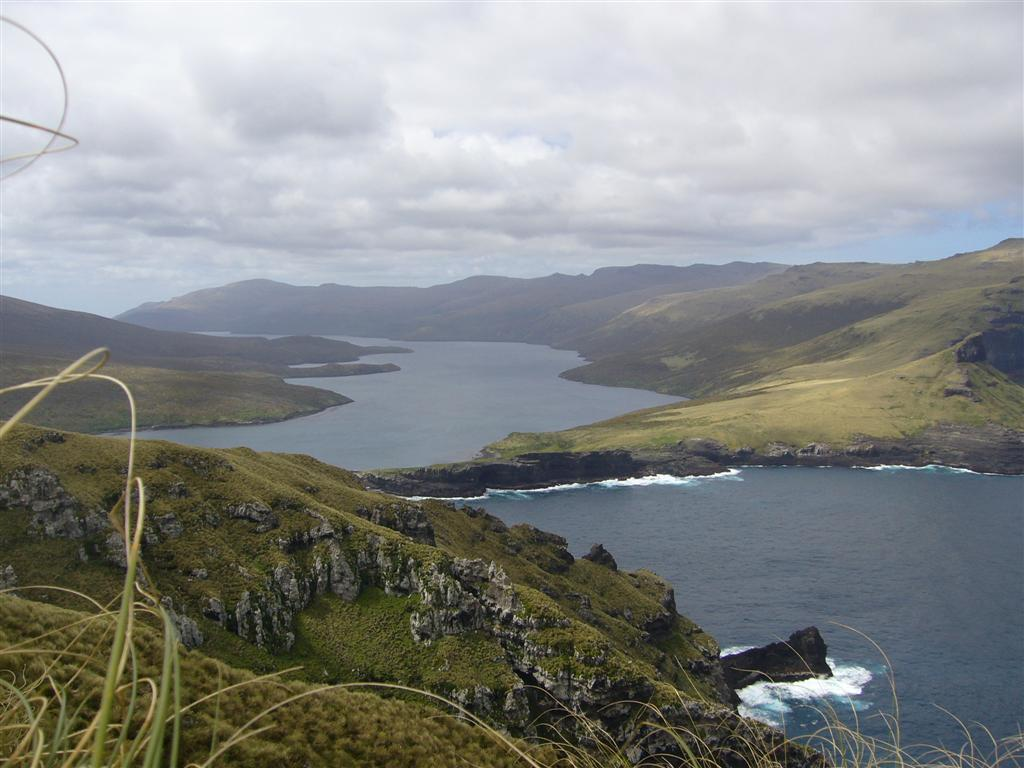
Krajobraz wyspy; kanał Carnley Harbour oddziela wyspę Auckland od wyspy Adams (po prawej)